# Machnówek
Machnówek (prononciation [maxˈnuvɛk]) est un village de la gmina d'Ulhówek, du powiat de Tomaszów Lubelski, dans la voïvodie de Lublin, situé dans l'est de la Pologne.
Il se situe à environ 10 kilomètres au sud-est d'Ulhówek (siège de la gmina), 35 kilomètres à l'est de Tomaszów Lubelski (siège du powiat) et 132 kilomètres au sud-est de Lublin (capitale de la voïvodie).
Sa population s'élève approximativement à 170 habitants.

## Administration
De 1975 à 1998, le village est attaché administrativement à l'ancienne voïvodie de Zamość.

Depuis 1999, il fait partie de la nouvelle voïvodie de Lublin.